# 戴休顔
戴 休顔（たい きゅうがん、733年 - 791年）は、唐代の軍人。字は休顔。本貫は夏州。

## 経歴
軍中にあって胆略あることで知られた。大暦年間、郭子儀の部将となり、党項羌を説得して降した。黄河の褶曲地帯を平定した功績により、太常寺卿に試用され、済陰郡公に封じられた。さらに咸寧郡王に進封され、朔方節度副使を兼ねた。邠州に城を築いた功により、塩州刺史に転じた。
建中4年（783年）、涇原の兵が反乱を起こし、徳宗が奉天に避難すると、休顔は部下3000人を率いて駆けつけた。渾瑊・杜希全・韓遊瓌らとともに防御に功績があった。興元元年（784年）2月、李懐光が叛くと、徳宗はさらに梁州・洋州に移り、休顔は奉天の留守をつとめた。李懐光は咸陽に拠って、使者を送って休顔に誘いをかけてきた。休顔は三軍を集めてその使者を斬り、籠城して固く守った。李懐光は驚いて、涇陽から夜間に逃走した。休顔は検校工部尚書・奉天行営節度使に任じられた。
李晟が長安を奪回すると、休顔は渾瑊とともに朱泚の偏師を破り、3000人を斬首した。休顔は反乱軍を中渭橋まで追いかけた。休顔は渾瑊らとともに兵を率いて岐山に赴き、朱泚の残党を迎撃した。勲功により、検校尚書右僕射を加えられた。7月、徳宗に従って長安に入った。ほどなく左龍武軍将軍の号を受けた。貞元7年（791年）3月壬戌、死去した。享年は59。揚州大都督の位を追贈された。

## 伝記資料
- 『旧唐書』巻144 列伝第94
- 『新唐書』巻156 列伝第81